# Lepiotaceae
Lepiotaceae var tidigare en familj av svampar inom ordningen skivlingar med fria lameller och en hatt som enkelt kan urskiljas från stjälken. Denna klassifikation är dock föråldrad; numera räknas Lepiotaceae som en del av familjen Agaricaceae.